# Hygroryza
Hygroryza là một chi thực vật có hoa trong họ Hòa thảo (Poaceae).

## Loài
Chi Hygroryza gồm các loài: